# Menestreau
Menestreau település Franciaországban, Nièvre megyében. Lakosainak száma 96 fő (2022. január 1.). Menestreau Entrains-sur-Nohain, La Chapelle-Saint-André, Ciez, Couloutre és Menou községekkel határos.

## Népesség
A település népességének változása:
| Lakosok száma | 122  | 118  | 115  | 113  | 112  | 110  | 103  | 100  | 96   |
|               | 2013 | 2015 | 2016 | 2017 | 2018 | 2019 | 2020 | 2021 | 2022 |